# Scheherazade (Rimsky-Korsakov)

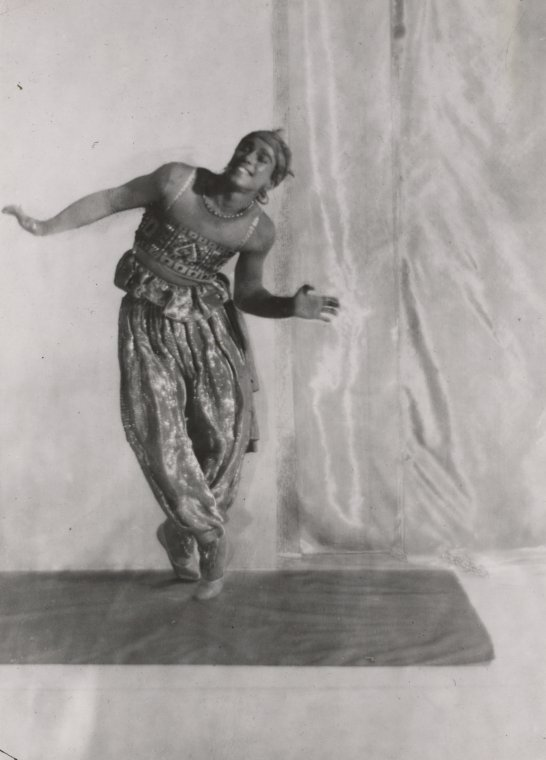
Vaslav Nijinski no papel de escravo no balé Scheherazade, em 1910

Scheherazade (ou Sheherazade; em russo: Шехерезада), op. 35, é uma suíte sinfônica composta por Nikolai Rimsky-Korsakov em 1888. Baseado no livro das Mil e Uma Noites, este trabalho orquestral combina duas características comuns seja à música russa seja à de Rimsky-Korsakov: o colorido da orquestração e um interesse pelo Oriente, sempre muito presente na história da Rússia imperial. É considerada a obra mais popular de Rimsky-Korsakov.
Em 1910, Michel Fokine utilizou a música para um balé, no qual participaram Vaslav Nijinski, em um dos papéis principais, e Leon Bakst, na preparação do figurino e cenário.

## Estrutura da obra
A suíte divide-se nas seguintes partes:
I - O mar e o navio de Simbad: (Largo e maestoso - Allegro non troppo)
II - A história do Príncipe Kalender: (Lento - Andantino - Allegro molto - Con moto)
III - O jovem príncipe e a jovem princesa: (Andantino quasi allegretto - Pochissimo più mosso - Come prima - Pochissimo più animato)
IV - Festa em Bagdá - Naufrágio do barco nas rochas: (Allegro molto - Vivo - Allegro non troppo maestoso)